# 海神奈川駅
海神奈川駅（うみかながわえき）は、かつて神奈川県横浜市神奈川区千若町二丁目から一丁目にかけて存在した日本国有鉄道（国鉄）東海道本線貨物支線の貨物駅である。

## 歴史
現在の横浜線を建設した私鉄であった横浜鉄道は、1908年（明治41年）9月23日に東神奈川 - 八王子間を開通させた。横浜鉄道の創業者らは、これと並行して横浜倉庫を通じて東神奈川沖の埋立免許を取得し、ここに岸壁と倉庫を造る計画を進めていた。これに合わせて東神奈川駅から貨物線を延長して海陸連絡を図る計画を持ち、この路線の免許を取得した。
この当時すでに東神奈川駅のすぐ海側には京浜電気鉄道（後の京急本線）の線路があったために、京浜電気鉄道の線路を高架化することになり、その仲木戸駅（現：京急東神奈川駅）の下をくぐって1910年（明治43年）10月に線路が延長された。実キロは63チェーン（約1.3 km）であったとされる。海神奈川駅の正式な開業は1911年（明治44年）12月10日となっている。この際に設定された距離程は1.2マイル（約1.92 km）であった。この際の駅の位置は現在の千若町二丁目であった。ただし、1910年（明治43年）4月1日より横浜鉄道の全線を鉄道院（国有鉄道）が借り受けて営業しており、実際には海神奈川駅とそこへ至る支線は当初から国鉄による営業であった。1917年（大正6年）10月1日付で正式に国有化され、国鉄横浜線の駅となった。
しかし、横浜倉庫はより沖合の埋立免許を取得することができず、岸壁の築造を行うことができなかったため倉庫を建設するにとどまり、この貨物線も倉庫との連絡を果たすにとどまった。
正式な国有化よりも前の1917年（大正6年）6月17日、東海道本線貨物支線の鶴見 - 高島間通称高島線が開通し、この線路が海神奈川に至る貨物支線と平面交差することになった。この平面交差の地点には海神奈川信号扱所が開設されたが、正式には海神奈川駅の構内扱いとされた。この信号扱所は1924年（大正13年）10月1日に千若信号場として独立した信号場となった。
1930年（昭和5年）4月1日に距離にメートル法を採用し、東神奈川 - 海神奈川のキロ程は2.0 kmとされた。この際にこの貨物支線はそれまで横浜線所属であったのが東海道本線所属に変更されている。
1934年（昭和9年）頃、海神奈川駅が高島線よりも北側の千若町一丁目付近に移転し、高島線との平面交差が解消された。ただし平面交差の線路自体はずっと後まで残されていたという証言がある。東神奈川から南下してきた貨物線は、そのまま運河に突き当たるまで南下して止まる線と、東へ曲がる線に分岐する構造になっていた。後にこの付近は横浜市環境創造局神奈川水再生センター（下水処理場）となっている。
1959年（昭和34年）4月1日に、東神奈川 - 海神奈川間の貨物支線とともに廃止となった。

### 年表
- 1911年（明治44年）12月10日：横浜鉄道貨物支線の終着駅として開業[1]。
- 1917年（大正6年）
  - 6月17日：東海道本線貨物支線（通称、高島線） 鶴見 - 高島間が開業。海神奈川信号扱所が開設され、信号所の地点で、高島線と横浜鉄道線が平面交差するようになる。
  - 10月1日：国有化、国有鉄道横浜線の駅となる。
- 1924年（大正13年）10月1日：海神奈川信号扱所が千若信号場に改称。
- 1930年（昭和5年）4月1日：東海道本線に所属線区を変更[1]。
- 1934年（昭和9年）頃：東神奈川方に移転。旧駅は瑞穂支線の敷地に非常に近いが、瑞穂支線が開業したのは翌年1935年（昭和10年）7月15日だったため、両線が肩を並べる事はなかった。
- 1945年（昭和20年）5月：空襲により、横浜倉庫・専用線焼失。
- 1959年（昭和34年）4月1日：廃止[1][2]。

### 駅名の由来
この駅が設置された当時、海神奈川駅は埋立地の海岸寄りにあった事から、この名前がついた。現在では埋立地は更に拡張され、駅舎跡は当時の様に海岸寄りには無い。

## 駅構造
現在、京急東神奈川駅付近のアンダーパスから横浜港瑞穂埠頭へと続く道路がかつての線路跡で、移転前は瑞穂埠頭へ架かる橋梁のやや北寄りにあった。構内には3本の線路があり、ホームのような物もあった。両脇の線路の脇にそれぞれ単式ホームが据え付けられており、車止めの後ろにもホームが続いていた。櫛形ホームにやや近い形状をしていた。
1934年（昭和9年）頃に北側へ移転した。現在横浜市神奈川水再生センターとなっている場所で、当時は横浜倉庫が駅前に存在していた。

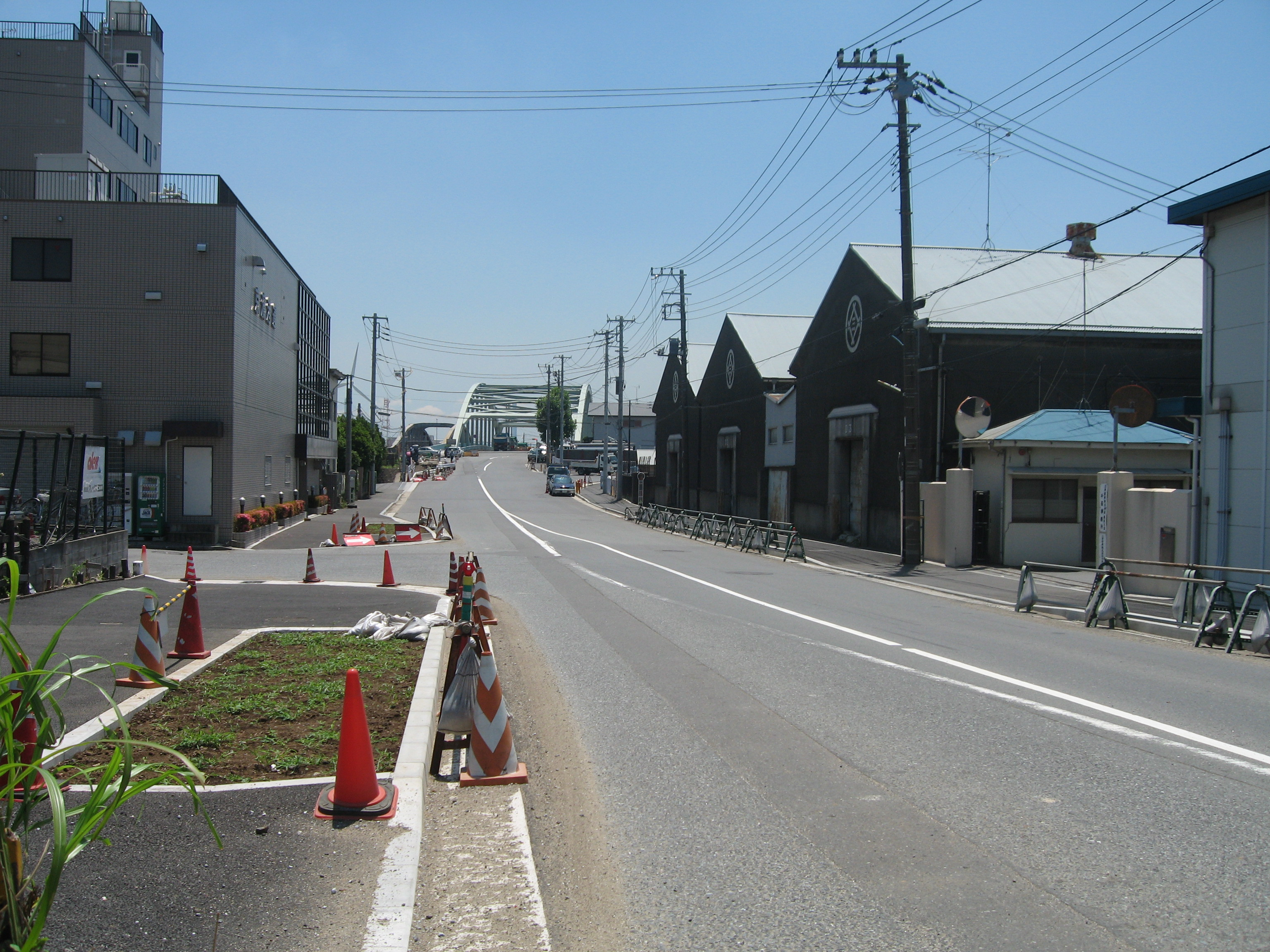
初代の海神奈川駅駅舎の跡地周辺。写真奥が瑞穂埠頭。
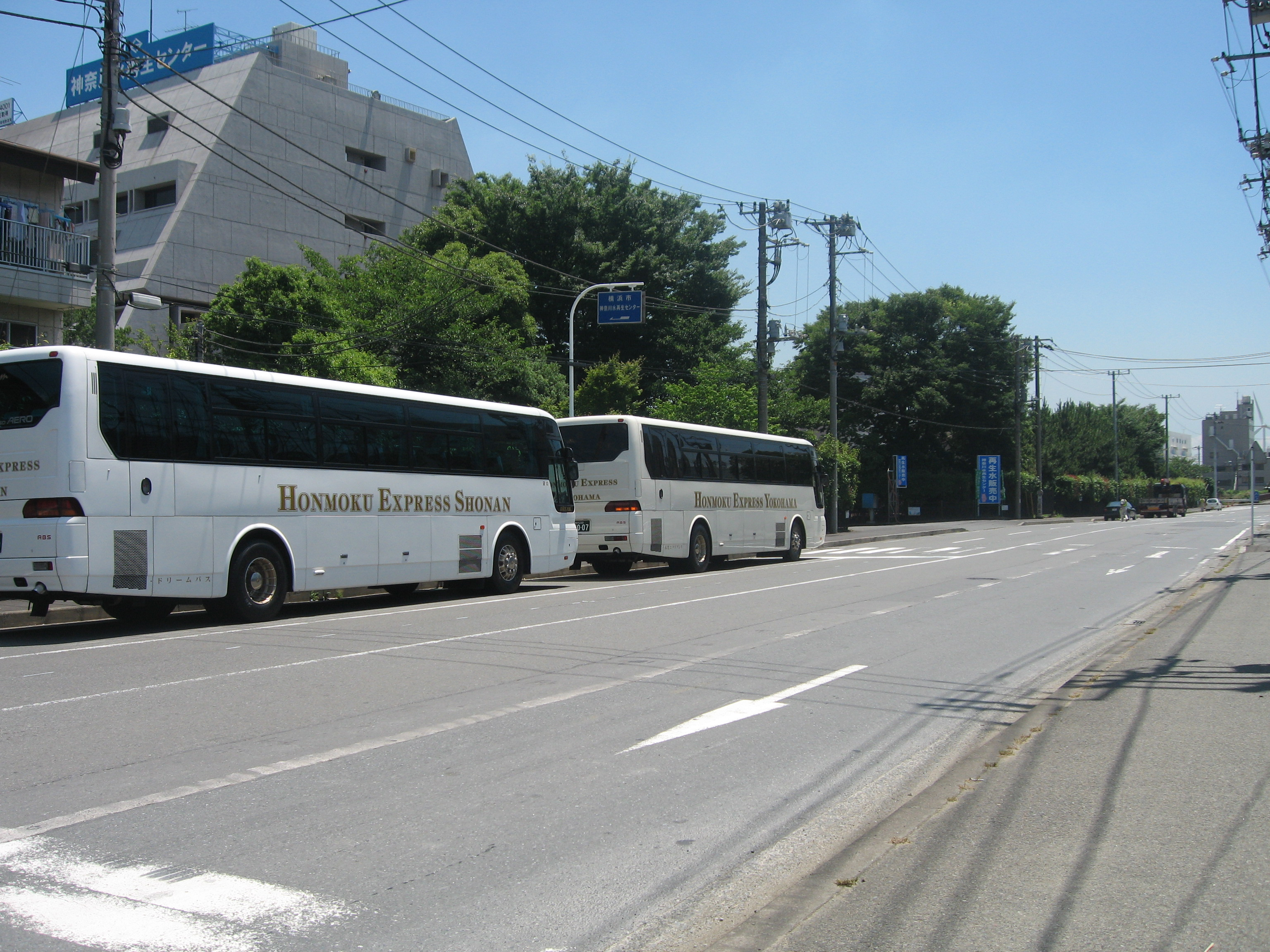
移転後の海神奈川駅駅舎の跡地周辺。

## 隣の駅
日本国有鉄道
東海道本線貨物支線
東神奈川駅 - 海神奈川駅